# Митусов, Пётр Петрович
Пётр Петрович Митусов (9 (20) декабря 1750—4 (16) ноября 1823) — генерал-майор, губернатор, действительный статский советник, президент Санкт-Петербургского городского правления, тайный советник и сенатор во времена царствования Елизаветы Петровны, Петра III, Екатерины II, Павла I и Александра I.

## Биография
Сын Петра Степановича Митусова (?—1784) и Федосьи Ивановны, урождённой Неклюдовой. Родился 9 (20) декабря 1750 года.

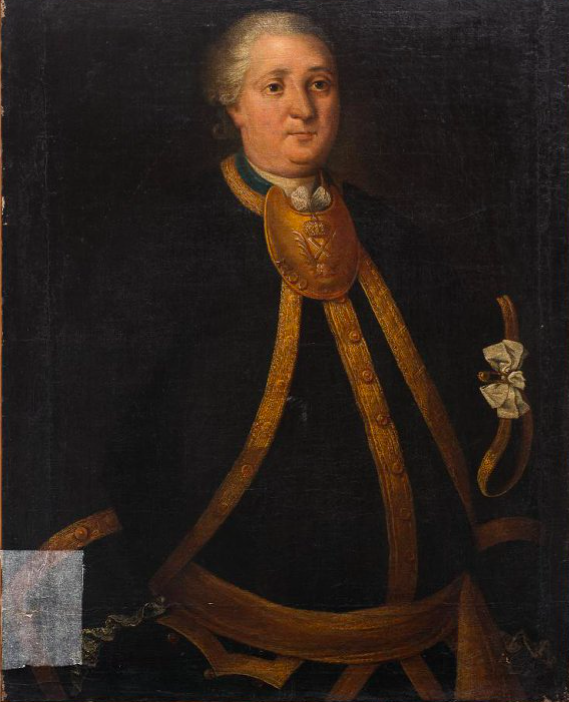
Портрет отца Петра Степановича Митусова (1722 - 1784). Неизвестный художник. 1760-е гг.

На службу поступил в Преображенский полк (1761). Произведён в прапорщики (01 января 1773), подпоручик (15 марта 1774), капитан (1781). Вышел в армию подполковником Екатеринославского гренадёрского полка (21 апреля 1781), впоследствии бригадир. Награждён орденом Святого Владимира III степени (02 сентября 1793). Произведён в генерал-майоры (24 ноября 1794).
Занимал должность Новгородского губернатора в 1794—1798 годах; 7 января 1797 года был переведён из генерал-майоров в действительные статские советники; 12 апреля 1797 года удостоен Высочайшего благоволения. Рескриптом Императора Павла I Петровича 5 августа 1797 года на него было возложено особое поручение «смотрения» за Александром Васильевичем Суворовым; 24 августа 1797 года пожалован орденом Святой Анны 2-й степени и командорством. Уволен от должности Новгородского губернатора 5 апреля 1798 года.
Назначен президентом Санкт-Петербургского городского правления (30 сентября 1798). Произведён в тайные советники и сенаторы с присутствием во 2-м департаменте (01 марта 1800). Назначен почётным опекуном при Санкт-Петербургском совете (14 сентября 1800). Пожалован почётным командором ордена Святого Иоанна Иерусалимского (31 декабря 1800); 16 февраля 1804 года награждён орденом Св. Анны 1-й степени; 28 марта 1806 года пожалован перстнём с рескриптом Императрицы Марии Фёдоровны. Рескриптом Императрицы Марии Фёдоровны на Митусова было возложено 17 июня 1816 года управление Больницей для бедных.
При разделе имений после смерти отца, наравне с другими братьями (1784) и по переразделу всех имений после смерти матери, получил равную долю в селе Фоминском Калязинского уезда, в деревнях Минской и Микитинской Вологодского уезда, в Симбирской губернии и других уездах. По пожалованию ему ордена Святой Анны и присвоения командорства пожалован: деревней Ивановская и Месищево в Клинском уезде. Указом (14 июля 1800) пожалован из казённых земель 5000 десятин в Саратовской губернии, которые через три года заменены на такое же число десятин в Вологодской губернии.
П. П. Митусов — автор сочинения «Что-нибудь от безделья или Домашнее размышление одного россиянина, старающегося быть сильным патриотом своего отечества где только и как возможно».
По ходатайству Петра Петровича родовой герб Митусовых внесён во II часть Общего гербовника дворянских родов (30 июня 1798).
Умер 4 (16) ноября 1823 года и был погребён на Лазаревском кладбище Александро-Невской Лавры.
Был женат на дочери тайного советника, обер-секретаря Тайной экспедиции Степана Ивановича Шешковского Марии Степановне (21.03.1765—22.05.1841).